# Gymnobela augusta
Gymnobela augusta é uma espécie de gastrópode do gênero Gymnobela, pertencente a família Raphitomidae.